# Animorphs
Animorphs ist ein Science-Fiction-Romanzyklus von Katherine Alice Applegate. Er handelt von den Abenteuern von fünf Jugendlichen, die von einem sterbenden Außerirdischen die Fähigkeit erhalten haben, sich für höchstens zwei Stunden in jedes Tier, das sie berühren, zu verwandeln. Sie kämpfen im Untergrund gegen eine Invasion parasitärer Aliens, die Yirks, die ihre Opfer zu willenlosen Sklaven, so genannten Controllern machen.
Der erste Band der Serie erschien in den USA im Juni 1995 beim Verlag Scholastic Inc. und war dort sehr erfolgreich. Bis zur Fertigstellung des zweiten Bandes verging über ein Jahr, danach erschienen bis zum Abschluss der Reihe im Mai 2001 neue Folgen und Sonderbände im Monatstakt. Im deutschsprachigen Raum veröffentlichte der Ravensburger Verlag ab November 1998 zunächst die ersten acht Bände der Reihe. Als diese recht erfolgreich waren, wurde die Übersetzung der Reihe weiter fortgesetzt. Mitte 2003 wurde die Reihe nach 30 Bänden jedoch eingestellt, ohne dass offizielle Gründe dafür angegeben wurden.

## Ort, Zeit und Erzählperspektive
Die Bücher werden in der ersten Person erzählt (sog. Ich-Erzähler). Die Erzähler stellen den Anspruch auf Wahrheit und verschweigen daher Orts- und Familiennamen. Sämtliche Personen, die mit vollem Namen genannt werden, etwa Politiker, Stars oder Prominente, sind fiktiv, können jedoch auch als Anspielungen auf reale Personen gedeutet werden.
Welches Mitglied der Animorphs als Erzähler auftritt, rotiert nach einem festen Schema. In der Reihenfolge Jake, Rachel, Tobias/Ax, Cassie und Marco wechselt die Erzählperspektive der Bände. An der dritten Stelle dieser Reihenfolge wechseln sich die „Tobias-Bände“ mit den „Ax-Bänden“ ab. In den Megamorphsbänden wechselt die Perspektive jedes Kapitel; hier allerdings nicht in einer festen Reihenfolge.
Die Serie spielt, wie immer wieder aufgrund der Landschaftsbeschreibung deutlich wird, an der Westküste der USA im südlichen Kalifornien. Hauptsächlich ereignet sich die Handlung in einer Großstadt am Meer, daneben in einem nahegelegenen Nationalpark in den Bergen (möglicherweise der Yosemite-Nationalpark) und an anderen Orten. Zeit der Handlung ist die Gegenwart.

## Die Rahmenhandlung
Es herrscht Krieg zwischen außerirdischen Zivilisationen. Die Yirks, eine nacktschneckenähnliche Spezies, verfügen über die Fähigkeit, in den Kopf ihrer Opfer einzudringen und auf parasitäre Art deren Gehirn zu kontrollieren. Von den Yirks auf diese Weise kontrollierte Wesen werden als Controller bezeichnet und stellen einen Wirt für einen Yirk dar. Da sich die Yirks in ihrem Wirtskörper außerhalb ihres natürlichen Lebensraums befinden, müssen sie alle drei Tage diesen verlassen, um aus dem mit Flüssigkeit gefüllten Yirkpool Nahrung und so genannte Kandronastrahlen aufzunehmen.
Auf der anderen Seite stehen die Andaliten, eine alte, weise und hoch entwickelte Spezies, die, ähnlich wie Zentauren, wie eine Mischung aus einem blauen Hirsch mit menschlichem Oberkörper, einem zweiten Augenpaar auf Stielen und einem Skorpionsschwanz aussehen. Wie im Laufe der Geschichte erläutert wird, ist es den Yirks erst durch die Hilfe der Andaliten gelungen, ihren Heimatplaneten zu verlassen und expansiv ganze Planeten zu versklaven. Aufgrund dieser Verantwortung führen die Andaliten nun den Krieg gegen die Yirks an.
Das nächste Ziel der Yirks ist die Erde. Die Invasion findet bereits seit Jahrzehnten statt und ist recht weit fortgeschritten. Es wurde bereits ein Netz aus Yirkpools errichtet, ebenso eine Pfadfinder-ähnliche Tarnorganisation mit dem Namen „Der Freundschaftsclub“, welche freiwillige Wirte anwirbt. Mit dem Tod des Andalitenprinzen Elfangor im ersten Band der Serie und einer verlorenen Raumschlacht hinter dem Mond droht das Gleichgewicht schließlich doch zu kippen. Hier setzt die Bücherserie an und schildert den Kampf von fünf Jugendlichen gegen die Invasion.
Um die Yirks zu bekämpfen, verwandeln sich die Animorphs für begrenzte Zeit in Tiere, deren DNA sie durch Berührung übernommen haben. Das nennen sie das Morphen. Diese Fähigkeit erhielten sie beim Zusammenstoß mit dem Andalitenprinzen Elfangor, der ihnen – verbotenerweise – diese Fähigkeit durch ein andalitisches Gerät, den Escafilator oder die Bluebox, übertrug. Jeder Animorph sammelt im Laufe der Bücherserie mehrere Morphs, die im Kampf gegen die Yirks wichtig werden.

## Das Wort „Animorph“
Animorph ist ein Kofferwort aus animal (engl. für Tier) und morph (engl. Kunstwort für verwandeln, vgl. Metamorphose). Es wird im ersten Band von Marco erfunden und seitdem als Name für die Gruppe verwendet. Im Sprachgebrauch der Yirks werden die Animorphs als andalitische Banditen bezeichnet, da die Yirks die wahren Identitäten der Animorphs nicht kennen.

## Charaktere

### Die Animorphs

#### Jake
Jake Berenson (sein Nachname offenbart sich erst im letzten Band) ist zu Beginn der Serie 13 Jahre alt und ein ganz normaler Teenager, der gerne Basketball und Videospiele spielt, Fast Food isst und im Einkaufszentrum herumhängt. Sein bester Freund ist Marco. Jake wohnt mit den Eltern und seinem älteren Bruder Tom in einem normalen Wohnviertel und besitzt einen Golden Retriever namens Homer. Rachel ist seine Cousine. Im Verlauf der Serie zeigt sich eine Liebesbeziehung zwischen Jake und Cassie.
Nach der Begegnung mit Elfangor wird Jake schnell zum inoffiziellen Anführer der Animorphs. Ax bezeichnet Jake, da dieser der Anführer ist – ganz nach der andalitischen Tradition – stets als Prinz Jake. Jakes erfolglose Versuche, Ax dies abzugewöhnen, sind Running Gags der Serie.
Im Kampf verwendet er als Morph oft einen sibirischen Tiger. Der Kampf mit den Yirks hat für ihn auch eine persönliche Komponente: Sein Bruder Tom ist ein Controller, Jake muss also versuchen, ihn zu retten, um nicht gegen seinen Bruder kämpfen zu müssen.

#### Rachel
Rachel ist die Cousine von Jake und wird als groß, blond und schön beschrieben, ebenso als tapfer, mutig und abenteuerlustig, sodass Marco sie schon zu Beginn mit Xena vergleicht. Rachel wohnt einige Blocks entfernt von Jake. Ihre Eltern sind geschieden, sie lebt zusammen mit ihrer Mutter und ihren zwei kleinen Schwestern. Rachel zeigt besondere Gefühle für den in der Schule Mobbing ausgesetzten Tobias. Im Kampf morpht sich Rachel bevorzugt in einen Grizzlybären oder Elefanten.
Im letzten Band erlangen die Yirks die Fähigkeit zu morphen und Rachel wird, nachdem sie Tom im Schlangenmorph getötet hat, von einem Yirk in der Gestalt eines Eisbären mit einem Prankenhieb getötet. Vor ihrem Tod erzählt ihr der Ellimist die Geschichte seines Volkes. Sie stirbt im Alter von 16 Jahren.

#### Tobias
Tobias ist Jake und seinen Freunden zu Beginn der Handlung kaum bekannt. Tobias ist ein Waisenkind, sein Vater kam offiziell bei einem Autounfall ums Leben. Er lebt bei seiner Tante und seinem Onkel, zwischen denen er ständig hin- und hergereicht wird. Später allerdings zeigt sich, dass der Andalit Elfangor sein Vater war und seine Mutter ebenfalls noch lebt, allerdings ist sie seit dem Autounfall blind.
In der Schule wird Tobias gemobbt, er gilt als „Loser“. Einmal hilft Jake Tobias, als dieser misshandelt wird, weshalb Tobias sich im ersten Band entscheidet, die Clique nach Hause zu begleiten.
Tobias überschreitet beim Morphen das Zweistundenlimit und muss daher den Rest seines Lebens in Gestalt eines Rotschwanzbussardes verbringen. Im Laufe der Serie bekommt er allerdings vom Ellimisten seine Morphingfähigkeit zurück und bekommt auch Gelegenheit, die DNA seiner Menschengestalt zurückzuerlangen, sodass er sich für jeweils zwei Stunden wieder als Mensch zeigen kann. Tobias’ Leben wird allerdings durch seinen Standpunkt zwischen Mensch und Tier erschwert, da er als Rotschwanzbussard zum Beispiel töten muss, was er als Mensch niemals tun würde.

#### Cassie
Cassie ist ein eher kleinwüchsiges schwarzes Mädchen, das außerhalb der Stadt auf einer Farm wohnt und dem urbanen Lebensstil ihrer Freunde wenig abgewinnen kann. Cassies Vater betreibt eine Wildpflegestation, in der Cassie gerne hilft, ihre Mutter arbeitet bei den Gardens, einer Mischung aus Zoo und Vergnügungspark.
Cassie ist Rachels beste Freundin, zeigt aber auch im Laufe der Handlung immer stärker werdende Gefühle für Jake. Sie kennt sich mit Tieren aus und gilt als „Talent“ beim Morphen. Sie kämpft in der Gestalt eines Wolfes.

#### Marco
Marco ist ein leicht flippiger spanischstämmiger Jugendlicher. Er verbirgt sein misstrauisches Wesen hinter vordergründigem Sarkasmus, was jedoch oft für Aufheiterung in der Gruppe sorgt. Seine Mutter gilt offiziell seit Jahren als auf einer Bootsfahrt tödlich verunglückt. Sein Vater hat sich nach dem Tod seiner Frau zurückgezogen und beginnt erst langsam wieder eine Karriere als Softwareentwickler. Später stellt sich heraus, dass Marcos Mutter noch lebt, aber in der Gewalt von Visser Eins ist.
Marco kämpft meistens in der Gestalt eines Gorillas.

### Verbündete der Animorphs

#### Ax
Aximili-Esgarrouth-Isthill, genannt Ax ist ein Andalit und der kleine Bruder von Elfangor. Ax stürzte mitsamt einem Versorgungsraumschiff in den Ozean und wird von den Animorphs vor einem Angriff der Yirks bewahrt. Ax muss sich erst an die menschliche Zivilisation gewöhnen und eckt – in Menschengestalt – des Öfteren wegen absonderlicher Verhaltensweisen an. Später stellt sich heraus, dass Ax – als Bruder von Elfangor – ein Onkel von Tobias ist. Ax kämpft immer in seiner Andalitengestalt. Er kennt sich am besten mit den Yirks aus.

#### Elfangor
Elfangor-Sirinal-Shamtul ist ein andalitischer Prinz, ein Krieger. Seit Jahren kämpft er gegen die Yirks, doch an einem Abend versagt sein Glück. Sein Raumschiff stürzt auf eine irdische Baustelle, die Yirks sind ihm dicht auf den Fersen. Ihm bleibt nichts anderes übrig, als die Jugendlichen, die seinen Absturz beobachteten, mit der Morphingtechnologie mit dem Morphwürfel auszustatten, bevor er im Kampf gegen Visser 3 fällt. Später stellt sich heraus, dass der Ellimist diese Begegnung eingefädelt hat. Im Laufe der Serie entpuppt sich Elfangor als Tobias’ Vater.

#### Erek
Erek King ist ein Djee, ein Roboter, der vor Jahrtausenden von den Pemaliten, einer freundlichen und pazifistischen Alienrasse, als Diener und Kamerad erschaffen wurden. Nachdem die Pemaliten von der Heulern ausgerottet wurden, flohen die Djees auf die Erde und tarnten sich als Menschen.
Erek leistet den Animorphs aufgrund der Nichtakzeptanz der aggressiven Expansion der Yirks immer wieder Hilfe.

#### Die freien Hork-Bajirs
Die freien Hork-Bajirs sind eine Gruppe aus ehemals durch Yirks versklavten Hork-Bajirs, die seit ihrer Befreiung in einem von den Yirks unentdecktem Tal leben. Teilweise helfen sie den Animorphs als Kämpfer.

#### Die Yirks der Friedensbewegung
Die Yirks der Friedensbewegung sind Yirks, die ihre Lebenseinstellung verändert haben und einsichtig geworden sind, dass es falsch ist, Lebewesen ihren Willen zu rauben. Diese Yirks verzichten entweder auf einen Wirtskörper oder sie leben in einer Art Zusammenarbeit in ihrem Wirtskörper. Da diese Yirks nicht dasselbe Ziel verfolgen wie Visser Drei, werden sie von diesem verfolgt.

#### David
David, auch Dave genannt, ist ein ca. 12 Jahre alter Junge, der zufälligerweise eines Tages die Blaue Box entdeckt, eben jenes Gerät, welches Lebewesen Morphingkräfte verleiht. Dadurch wird er sowohl für die Animorphs als auch für die Yirks „interessant“. Die Animorphs retten ihn, doch er verliert dabei alles: sein Zuhause, seine Eltern, sein normales Leben. David will dies alles wiederhaben und stellt sich gegen die Animorphs. David zeigt im Laufe der Handlung eine offen speziesistische Haltung. So ist er der Meinung, für seine Taten in Tiergestalt nicht geradestehen zu müssen („Ich habe die Scheibe nicht eingeschlagen, das war ein Steinadler. Herr Wachtmeister, verhaften Sie diesen Vogel.“), und ermordet auf seinem ersten Flug grundlos einen kleinen Vogel. Später behandelt er Ax sehr herablassend, da dieser kein Mensch ist. Als er sich gegen die Animorphs stellt, sagt er zu Rachel, dass er kein Mörder sei und niemals einen Menschen töten würde. Deshalb sind die Animorphs in ihren menschlichen Körpern sicher vor ihm. Sobald sie aber gemorpht sind, macht er gnadenlos Jagd auf sie, wohl wissend, dass es keine echten Tiere sind. Er wird in eine Rattengestalt gesperrt und auf eine Insel ausgesetzt. Er hat eine besonders große Abneigung gegenüber Rachel, da diese ihn am unfreundlichsten behandelt hat.
In Band 48 kehrt David mithilfe Crayaks in die Stadt der Animorphs zurück um Rache zu üben: zusammen mit dem Droden und 2 Fremden versucht Crayak, Rachel zu erpressen, indem er sie vor die Wahl stellt, ob sie unbegrenzte Macht oder einen Rattenkörper wie David vorzöge. Er gab David seine Morphingkräfte kurzzeitig zurück, damit dieser dafür sorgt, dass Rachel auf seine Seite kommt. Als dies misslingt, stellt Crayak klar, dass damit auch die Vereinbarung mit David ein Ende hätte, und Rachel nun entscheiden dürfe, ob sie ihn tötet oder er wieder als Ratte auf der kleinen Insel lebt. David bittet Rachel darum, ihn zu töten, da dies für ihn besser sei, als weiterhin als Ratte zu leben. Welche Entscheidung Rachel am Ende trifft, wird nicht gezeigt.

#### Aftran
Aftran ist ein weiblicher Yirk, und eine Freundin von Cassie. In Band 19 begegnen sich die beiden, als Aftran noch im Körper des kleinen Mädchens Karen steckt. Aftran erzählt Cassie, dass nicht alle Yirks so böse sind, wie es die Andaliten immer behaupten. Es gibt viele unter ihnen, denen es widerstrebt, lebende Wesen zu versklaven. Die andere Alternative ist für die Yirks jedoch schlimmer. In ihrer natürlichen Gestalt sind sie fast blind, nahezu taub, und können sich kaum fortbewegen. Sie wollen auch am „Paradies“ teilhaben, sehen, riechen, schmecken, hören und fühlen zu können. Aftran und Cassie machen einen Deal aus. Aftran lässt Karen als Wirt frei, wenn Cassie freiwillig in der Gestalt einer Raupe bleibt, und ein Nothlit wird. Beide lösen ihr Versprechen ein. Durch einen glücklichen Umstand kann sich Cassie jedoch zurückmorphen, nachdem ihr Raupenkörper zum Schmetterling wird.
In Band 29 begegnen sich die beiden erneut. Aftran hat inzwischen die Friedensbewegung unter den Yirks gegründet. Visser Drei will Aftran foltern, um die Identitäten der anderen Mitglieder herauszufinden, doch Cassie kann sie retten, und im Anschluss rettet Aftran Ax, der vor einer gefährlichen Gehirnoperation steht. Danach bittet sie Cassie darum sie zu töten, da ein gewaltsamer Tod einem Ende durch Kandronastrahlenhunger vorzuziehen sei. Doch Jake hat eine bessere Idee. Die Animorphs verleihen Aftran Morphingfähigkeiten, und diese wird in der Gestalt eines Buckelwals freiwillig ein Nothlit.

#### Toby
Toby ist ein weiblicher Hork-Bajir, und die Tochter von Jara Hamee und Ket Halpak. Sie wurde nach Tobias benannt, dem die Hork-Bajirs den größten Anteil dazu anrechnen, dass sie wieder in Freiheit leben können. Toby ist eine „Seherin“ was bedeutet, dass sie für einen Hork-Bajir ungewöhnlich intelligent ist. Zudem ist sie die Anführerin der freien Hork-Bajirs. In der Handlung steht sie den Animorphs mehrmals hilfreich zur Seite.

#### Hilfsanimorphs
In Band 50 beschließen die Animorphs, dass sie weitere Menschen mit Morphingkräften ausstatten wollen. Zunächst sind sie unentschlossen, da die Erfahrung mit David sie gelehrt hat, dass sich ihre neuen Verbündeten schnell gegen sie richten und auf die „Dunkle Seite“ gelangen können. Doch dann setzen sie ihr Vorhaben doch in die Tat um. Sie wählen Kinder aus, die körperlich behindert sind, da so die Wahrscheinlichkeit dafür, dass sie Controller sind, sehr gering ist. Daraufhin erschaffen sie mehrere Hilfsanimorphs, die sich später selbst als die Leutnants der ursprünglichen Animorphs bezeichnen. Ihre Namen lauten: Colette, James, Kelly, Timmy, Julio, Erica, Ray, Tricia, Craig, Jessie, Liam, Judy, Elena und Pedro. Keiner von ihnen stellt sich gegen die Animorphs, so wie vorher David. In Band 53 werden fast alle von ihnen beim Angriff auf das Klingenschiff von Visser Drei, getötet. Lediglich Elena und Pedro überleben. Elena lebt später im Tal der freien Hork-Bajirs, was hingegen aus Pedro wurde, ist unklar.

### Yirks & Controller
Yirks in ihrer natürlichen „Form“ sind große Nacktschnecken, die sich um das Gehirn der Wesen wickeln und es übernehmen.
Die versklavten Wesen heißen Controller. Es gibt Gedd-Controller, Hork-Bajir-Controller, Taxxon-Controller und
Human-Controller.

#### Visser 3
Visser 3 ist der einzige Yirk, dem es gelungen ist, einen Andaliten (namens Alloran-Semitur-Corass) als Wirtskörper in Besitz zu nehmen. Für diesen Verdienst wurde er zum Visser, einem höchstrangigen Yirk, befördert. Visser 3 leitet die Invasion auf der Erde und kommt deshalb regelmäßig mit den andalitischen Banditen in Berührung.

#### Visser 1
Visser 1 ist ein weiterer hochrangiger Yirk, der allerdings nicht für die Erde zuständig ist. Jedoch gerät er oft in Kompetenzgerangel mit Visser 3. Sein Wirtskörper ist Marcos totgeglaubte Mutter.

#### Tom
Tom Berenson ist ein Controller und Jakes älterer Bruder. Tom engagiert sich im Freundschaftsclub, einer Tarnorganisation zur Anwerbung neuer Yirk-Wirte. Gegen Ende der Handlung wird er ein enger Vertrauter von Visser Drei und übernimmt sogar dessen Kommandoschiff, als dieser von den Animorphs gefangen genommen wird. Jakes größtes Ziel im Kampf gegen die Yirks, war es, seinen Bruder zu befreien. Doch obwohl er den Yirks mehrmals schweren Schaden in ihren Invasionsplänen zufügt, erreicht er dieses Ziel nicht. Am Ende stirbt Tom, im Alter von 19 Jahren.

#### Chapman
Chapman ist der stellvertretende Schulleiter der High School, die die Animorphs besuchen. Er ist ebenfalls ein hochrangiger Controller und hat eine ebenso wichtige Funktion im Freundschaftsclub. Er ließ sich freiwillig versklaven, um seine Tochter Melissa zu schützen.

### Andere Personen

#### Der Ellimist
Der Ellimist ist ein mysteriöses überdimensionales Wesen, welches Zukunft, Vergangenheit und mögliche Paralleluniversen kennt und Realität und Raum-Zeit-Kontinuum nahezu nach Belieben manipulieren kann. An mehreren Stellen tritt er in Kontakt mit den Animorphs, meist in helfender Funktion. Anfangs stellt sich der Ellimist als ein Vertreter einer hochentwickelten, über niedere Dinge und Instinkte erhabenen Spezies vor, doch im Laufe der Handlung in den Animorphs-Büchern widerlegt er sich selbst. Ursprüngliche Individuen mehrerer Arten, unter Anderen der eigenen, haben sich zu einem gottähnlichen, aus menschlicher Perspektive allmächtigen Wesen zusammengeschlossen, ähnlich wie Crayak, der wie „der“ Ellimist eine Art Gott und sein erbitterter Gegenspieler ist. Allerdings tragen die beiden ihren Machtkampf nach festgelegten Regeln aus. So dürfen sie sich zum Beispiel nicht direkt in das Geschehen einmischen, sondern müssen auf Umwegen ihren Willen durchzusetzen versuchen. Die Andaliten misstrauen Ellimisten völlig, da sie die indirekte Einmischung oft als Verrat und Betrug empfinden, obwohl gerade ihr eigener Fortschritt fest mit der Hilfe des Ellimisten verbunden ist.
Sowohl von den Aspekten seines Wesens als auch von seinem Charakter her erinnert der Ellimist an Q aus dem Star-Trek-Universum.
Das Buch 'The Ellimist Chronicles’ befasst sich hauptsächlich mit der Person des Ellimisten und des Crayak. Applegate lüftet in dem Buch mehrere Geheimnisse des Ellimisten, indem der Ellimist selbst der im letzten Band der Serie sterbenden Rachel seine Lebensgeschichte erzählt. Das Buch ist narrativ den Büchern aus der Serie nachempfunden.
Der Ellimist durchläuft während seines Lebens mehrere Stadien der Existenz, beginnt er doch sein Leben als durchschnittlicher Ketran.
Der ursprüngliche Name des Ellimists lautet im englischen Original Toomin; 'Ellimist' ist ein Name, den er bei einem Videospiel angenommen hatte.
Zu Beginn befinden sich die Ketran kurz davor, interstellare Reisen zu ermöglichen, jedoch wird fast die gesamte Bevölkerung Ketrans aufgrund von außerirdischer Fehlinterpretation von Subraumnachrichten eliminiert. Für die verbleibenden Ketran, darunter auch Toomin/Ellimist, beginnt eine Odyssee quer durch die Galaxie.
Im Verlauf der Geschichte verschmilzt sein Verstand auf einem fremden Himmelskörper mit dem des 'Vaters', einer außerirdischen Art Schwamm, der außerirdische Lebensformen auf seinem Mond künstlich mit seinem Verstand verbindet. Als Letzter seiner Art nimmt er nicht nur das Wissen und die Informationen seiner gefallenen Ketran in sich auf, sondern auch die der anderen, fremden Lebensformen aus dem neuralen Netz des 'Vaters'.
Nachdem der Ellimist erfolgreich in den Weltraum entkommen konnte, sammelt er immer wieder neue Kenntnisse auf seiner Reise durch das Weltall. Nach und nach ersetzt er seinen ursprünglichen Körper durch Technologien. Durch seinen gewaltigen Verstand ist er in der Lage, anderen Spezies gottgleich zu helfen, was er sich auch schließlich als Ziel setzt.
Während dieser Reise begegnet er dem Crayak, dessen Wunsch es ist, alles Leben zu zerstören. Ein Machtkampf beginnt und der Ellimist und der Crayak ändern häufig ihre Strategien, um ihre Ziele zu erreichen. Schlussendlich sitzen beide Wesen in einer Art schwarzen Lochs fest, das ursprünglich eine Falle des Crayaks war. Von hier aus sind beide fähig, ihre übernatürlichen Kräfte auf das Universum auszuüben.

#### Crayak
Crayak ist mit dem Ellimisten vergleichbar und ragt ebenfalls über die menschlich erfassbaren drei Dimensionen hinaus. Er ist eine Art Gegenspieler des Ellimisten, versucht jedoch, in dieser Galaxis so mächtig zu werden, dass er seinen eigentlichen Gegner in einer anderen Galaxis vernichten kann. Außerdem tritt, als eine Art Handlanger des Crayak und somit Gegenspieler der Animorphs, noch ein Wesen namens Drode auf, welcher den Animorphs meistens als Stellvertreter Crayaks erscheint. Er hat ein besonderes Interesse daran, Rachel auf die Seite Crayaks zu holen. Crayak ist der Schöpfer der Heuler und tritt als riesiges rotes Auge in Erscheinung.
Im Buch 'The Ellimist Chronicles’ erfährt man überdies, dass der Crayak bereits in einer anderen Galaxie alles Leben ausgelöscht hat. Zur Zeit der Animorphs hat er bereits wie der Ellimist seine physikalische Hülle verloren und befindet sich mit ihm in einer Art schwarzen Lochs, von welchem aus die beiden Gegenspieler die Geschehnisse lenken. Crayak legt beim Kräftemessen mit dem Ellimisten sehr oft sadistische Wesenszüge offen, zum Beispiel wird der Ellimist dazu gezwungen, sich für das Überleben entweder der einen, oder der anderen Spezies zu entscheiden, ohne eine Lösung offenzuhalten, bei der alle Spezies verschont blieben.

### Spezies

#### Andaliten
Andaliten sind halb-humanoide Wesen. Während ihr Oberkörper humanoid ist, entspricht ihr Unterkörper eher dem eines Huftieres. Andaliten haben keine Münder und nehmen Nahrung über ihre Hufe zu sich. Sie haben vier Augen, zwei von ihnen befinden sich auf Stielen auf ihrem Kopf, und können in alle Richtungen gedreht werden. Ihr ganzer Körper ist mit blauem Fell bedeckt, und an ihren Händen haben sie jeweils sieben Finger. Ihre stärkste Waffe ist der Schwanz. Dieser ist über ihrem Rücken gekrümmt, ähnlich wie bei einem Skorpion, an seiner Spitze befindet sich jedoch eine Klinge, mit der sie blitzschnell zuschlagen können.
Andaliten sind sehr intelligent. Ax beweist mehr als einmal, dass seine geistigen Fähigkeiten denen der menschlichen Animorphs weit voraus sind. Ob er ein durchschnittlich intelligenter Andalit ist, oder auch für ihre Verhältnisse klug ist, ist jedoch unklar. Wegen ihrer Intelligenz benehmen sich viele Andaliten ziemlich arrogant, und trotz ihrer hochentwickelten Technologie zeigen sie sich sehr traditionstreu. Jedoch gilt das längst nicht für alle von ihnen. Im Laufe der Zeit entwickelt Ax eine Art Sinn für Humor, in welcher er sich als besonders hochnäsiger Andalit gibt, obwohl er tatsächlich nicht so ist („Ihr seid mehr als primitive Menschen. Ihr seid primitive Menschen mit andalitischer Morphingtechnologie.“) („Eigentlich müsste der Unterschied noch größer sein, denn so groß ist der Abstand zwischen der Technologie von Menschen, und der von Schimpansen, nicht.“).
Andaliten haben auch weitere Fähigkeiten. Sie können etwa genau die Zeit und jede Himmelsrichtung bestimmen. Da sie keine Münder haben, kommunizieren sie mittels Gedankensprache.

#### Djee
Die Djee sind eine Spezies von Androiden. Sie wurden einst von den Pemaliten als ihre Spielgefährten erschaffen. Nachdem die Pemaliten von den Heulern vernichtet wurden, flohen sie zur Erde. Mithilfe von Hologrammen und Kraftfeldern erzeugen sie die Illusion, Menschen zu sein. Die Djee sind auf Pazifismus programmiert. Einmal änderte Erek seine Programmierung, sodass er doch kämpfen konnte. Im Verlauf der darauffolgenden Schlacht tötete er innerhalb von zehn Sekunden etwa 40 Human-Controller und Hork-Bajir-Controller. Von seiner Tat sehr entsetzt, ändert er seine Programmierung auf Pazifismus zurück. Im Laufe der Handlung versorgt er die Animorphs mit Informationen über die Yirks, bei denen er sich als Spion eingeschlichen hat.
Als Androiden haben die Djee eine sehr lange Lebenserwartung. Erek macht mehrmals die Bemerkung, er habe schon zu Zeiten von Moses auf der Erde gelebt. Außerdem haben die Djee eine besondere Affinität zu Hunden, da in ihnen der Wesenskern ihrer ehemaligen Schöpfer, der Pemaliten, liegt.

#### Gedds
Die Gedds sind zwar humanoid, doch nicht sehr intelligent. Sie sind einfache, plumpe Wesen mit ziemlich schlechten Sinnen. Ein durchschnittlicher Gedd ist etwa einen Meter groß und sieht aus wie eine Mischung aus Gorilla und Gremlin. Die Gedds waren die ersten Wirte der Yirks, da sie auf deren Heimatplaneten entstanden sind.

#### Hork-Bajirs
Hork-Bajirs sind über zwei Meter groß. Sie sehen ein wenig wie Dinosaurier aus, haben einen schlangenartigen Kopf und einen Mund der fast wie ein Vogelschnabel aussieht. Außerdem haben sie Hörner auf dem Kopf. Männliche Hork-Bajirs haben drei Hörner, weibliche Hork-Bajirs nur zwei. Im Vergleich zu Menschen sind Hork-Bajirs ziemlich stark und ausdauernd, allerdings sind sie nicht so stark, wie die Mehrzahl der irdischen Säugetiere. In einem Kampf kann jeder der Animorphs in seinem Kampfmorph einen einzelnen, unbewaffneten Hork-Bajir, fast immer besiegen. Ihre Haut ist dunkelgrün bis braun. Und sie haben am ganzen Körper Klingen. An den Handgelenken, den Ellbogen, den Knien und der Stirn. Auch ihr Schwanz ist stachelbewehrt. Zudem verfügen sie über große Selbstheilungskräfte und eine hohe Schmerzgrenze. In Band 13 schlitzt sich Jara Hamee selbst den Kopf auf, um Tobias, Jake und Ax zu zeigen, dass dort kein Yirk mehr ist. Kaum, dass er die Wundränder zusammenpresst, verschorfen sie auch schon.
Auch wenn Hork-Bajirs so furchterregend aussehen, so sind sie doch i. d. R. sanftmütig und friedliebend. Sie sind Pflanzenfresser, die auf ihrem Heimatplaneten ihre Klingen benutzt haben, um die Rinde von den Bäumen zu schälen, und sie zu essen. Allerdings sind sie nicht sehr intelligent. Im Vergleich zu Menschen, sind Hork-Bajirs in etwa so schlau wie kleine Kinder. Ihre Sprache hat etwa 500 Wörter. Die geringe Hork-Bajir-Intelligenz ist offenbar auch für Hork-Bajir-Controller ein Problem, da sie, wenn sie reden, meist eine Mischung von Wörtern aus menschlicher Sprache und der Sprache der Hork-Bajirs benutzen.
Die Hork-Bajirs haben keine Technologie, und ihre ganze Spezies ist von den Yirks versklavt worden. Sie sind die Stoßtruppen des Yirk-Imperiums und stellen im Kampf auch für Andaliten eine Gefahr dar. Im Laufe der Zeit werden einige Hork-Bajirs jedoch von den Animorphs befreit, welche ihrerseits ebenfalls Hork-Bajirs befreien, sodass es am Ende eine große Kolonie gibt.
Es gibt eine besondere Art von Hork-Bajirs. Sie werden „Seher“ genannt und sind genetische Ausnahmen. Während durchschnittliche Hork-Bajirs nicht sehr intelligent sind, können sich ihre Seher in Bezug auf Klugheit, durchaus mit Menschen oder sogar Andaliten messen.

#### Leeraner
Die Leeraner sind Amphibien. Sie leben auf dem Planeten Leera. Sie sehen so aus wie menschengroße, aufrecht gehende Frösche, nur dass sie statt der Vorderbeine vier Tentakel haben. Ihre Hinterbeine sehen jedoch wie die von Fröschen aus und haben auch Schwimmhäute zwischen den Zehen. Sie sind vorwiegend gelb und haben eine raue Haut. Die Leeraner haben einen ziemlich großen Mund und zwei Glubschaugen die leuchtend grün zu sein scheinen. Außerdem sind sie auch telepathisch begabt, auf eine Art und Weise, die viel tiefer geht, als Gedankensprache. So erkannte ein Leeraner in Band 15 Marco als gemorphten Menschen und sagte Visser Eins, dass sie keinen Andaliten vor sich habe. Auch in Band 18 erkennen mehrere Leeraner-Controller die Animorphs in ihren Tierkörpern.
Die Yirks können ihre Invasion auf Leera nur offen führen. Da die Leeraner telepathisch begabt sind, erkennen sie es sofort, wenn einer der ihren ein Controller ist. Zu diesem Zweck wollten sie mutierte Hammerhaie einsetzen. Dieser Plan wurde jedoch von den Animorphs auf der Erde vereitelt. Ihr Planet besteht zu 90 Prozent aus Wasser und hat nur einen Kontinent. Diesen haben die Leeraner früher zur Eiablage benutzt. Doch nun brauchen sie ihn nicht mehr, da sie nun vorwiegend in ihren Unterwasserstädten leben und sich dort auch fortpflanzen können.

#### Taxxons
Taxxons sehen so aus wie riesige Hundertfüßer und sind etwa drei Meter lang. Sie sind für gewöhnlich gelb, orange oder ockerfarben. Das vordere Drittel ihres Körpers halten die Taxxons aufrecht. In diesem Körperdrittel werden die Beine immer mehr zu Scheren, die denen eines Hummers ähneln. Die Vorderseite ihres Körpers ist ein Kopf mit einem Maul, welches so ähnlich aussieht wie das von einem Neunauge, allerdings mit viel mehr scharfen Zähnen. Um das Maul herum sind vier knollenartige, rote Stielaugen angeordnet.
Taxxons leben in einem Zustand ewigen Hungers. Sie sind Raubtiere, die zwanghaft alles fressen, was sie nur an Fleisch bekommen können. Sie fressen meist Tiere, die kleiner sind als sie, aber wenn sie größere Lebewesen sehen, die verletzt sind, im Sterben liegen, oder sogar schon tot sind, fressen sie diese auch. Diesen Hunger können nichtmal die Yirks kontrollieren, die in den Körpern von Taxxons stecken. Wenn im Kampf ein anderer Controller verletzt wird, selbst ein anderer Taxxon-Controller, dann stürzen sich die übrigen Taxxons fast immer auf ihn und fressen ihn bei lebendigem Leibe auf. In einem Fall wird ein Taxxon von Ax in der Mitte durchgeschnitten, und die eine Hälfte des sterbenden Taxxons frisst die andere. Als Tobias sich in einen Taxxon Morph, bemerkt er, dass dieser Morph noch viel schwerer zu kontrollieren sei als der Ameisenmorph.
Alle Taxxon-Controller sind freiwillige Wirte. In den Andaliten-Chroniken wird gezeigt, dass die Yirks den Taxxons ein Angebot unterbreitet hatten. Wenn sie ihre Wirte werden, werden sie große Mengen an Frischfleisch aus der gesamten Galaxie bekommen. Und die meisten Taxxons stimmten dem zu, weil es ihnen offenbar wichtiger ist, genug zu fressen zu haben, als frei zu sein. Eine Ausnahme bildeten die Mitglieder einer kleinen Gruppe von Taxxons, die von dem im Taxxonmorph gefangenen Andaliten Arbron angeführt wurden. Sie lieferten sich einen jahrelangen Guerillakrieg mit den Yirks.
Taxxons sind exzellente Schwimmer und wohl ähnlich intelligent wie Menschen. Außerdem gibt es eine besondere Art von Taxxons. Taxxon-Tracker, die, ähnlich wie Spürhunde, ihre Beute über eine große Distanz hinweg aufspüren können.

#### Yirks
Die Yirks sind die Hauptfeinde der Animorphs und der Andaliten. In ihrer natürlichen Form sehen sie aus wie rattengroße, grüne Nacktschnecken mit Fühlern. Dann sind sie beinahe blind und taub und können kaum miteinander kommunizieren. Wenn sie jedoch in einen Wirtskörper schlüpfen, meist kriechen sie dazu durch den Gehörgang ins Gehirn, können sie ebenso wie der Wirt sehen, hören, fühlen, riechen und schmecken. Zudem verfügen sie über das komplette Wissen des Wirtes, dieser hat dann keine Geheimnisse mehr vor „seinem“ Yirks, und dieser liest all seine Gedanken und Gefühle. Außerdem steuern sie diesen Wirt dann auch vollkommen, und dieser kann sich nur sehr schwer oder gar nicht dagegen wehren.
Die größte Schwachstelle der Yirks ist es, dass sie alle drei Tage ihren Wirtskörper verlassen müssen, um Kandronastrahlen aufzutanken. Später finden die Yirks Möglichkeiten, mit welchen sie dauerhaft einen Wirtskörper besetzen können. Doch nur entweder über Kannibalismus (Band 16), oder auf Lasten ihres Verstandes (Band 17). Yirks können keine Lebewesen als Wirte nehmen, die kleiner sind als sie, oder um deren Gehirn sie sich nicht wickeln können.
Die Andaliten gaben den Yirks die nötige Technologie, mit der sie ihre Heimatwelt verlassen und sich in der Galaxie ausbreiten konnten. Zu diesem Zeitpunkt war den Andaliten nicht klar, dass sie sich zu einer Plage entwickeln würden. Die Yirks bevorzugen freiwillige Wirte, da diese viel leichter zu kontrollieren sind. Auf der Erde werben sie mit dem Freundschaftsclub freiwillige Wirte an.

## Buchtitel

### Ins Deutsche übersetzt

#### Bände 1–9
- Band 1: Die Invasion (The Invasion)

Jake, seine Cousine Rachel und seine Freunde Cassie, Marco und Tobias wollen am Abend nach Hause gehen und nehmen die Abkürzung über eine verlassene Baustelle, wo sie ein außerirdisches Raumschiff abstürzen sehen. Den Absturz überlebt ein schwerverletztes Wesen, äußerlich eine Mischung aus Mensch, Hirsch und Skorpion (ein Andalit), welches sich als Prinz Elfangor zu erkennen gibt. Er warnt sie vor der Invasion der parasitären Yirks und verleiht ihnen die Macht des Morphens, die Fähigkeit, per Berührung die DNA von Tieren in sich aufzunehmen und sich für zwei Stunden in das jeweilige Tier zu verwandeln. Kurz darauf fällt Elfangor einem Angriff der Yirks und ihres Offiziers Visser 3 zum Opfer.
Die Jugendlichen wollen nun die neuerlangte Fähigkeit nutzen, um die Yirks zu bekämpfen. Nachdem sie sich mit der DNS diverser Tiere ausgestattet haben, beginnen sie ihren Kampf und stellen bald fest, dass sie niemandem mehr trauen können, auch nicht Lehrern, Freunden und Familienangehörigen. Über Jakes Bruder Tom entdecken sie einen Yirkpool unter der Schule. Sie spionieren diesen aus und versuchen vergebens Tom zu retten. Der Angriff schlägt nach dem Eingreifen von Visser 3 fehl und keiner der Wirte kann entkommen. Die Animorphs überleben zwar, aber Tobias bleibt in seinem Rotschwanzbussard-Morph gefangen.
- Band 2: Der Besucher (The Visitor)

Die Animorphs haben herausgefunden, dass ihr stellvertretender Schulleiter Mr.Chapman ein hochrangiger Controller ist. Sie wollen durch dessen Tochter Melissa an Chapman gelangen, um weitere Erkenntnisse über die Invasion zu gewinnen. Rachel sieht es als ihre persönliche Pflicht Chapman auszuspionieren, denn sie und Melissa waren einst eng miteinander befreundet. In Melissas Hauskatze Fluffer McKitty verwandelt, schleicht sie sich in das Haus der Chapmans und bringt sich dabei selbst in tödliche Gefahr, als Chapman die Infiltration durchschaut, die Katze gefangen nimmt und sie auf dem Baustellengelände an Visser 3 übergeben will. Nur die Jähzornigkeit des Vissers, der sich eher an unfähigen Untergebenen rächt, als die Animorphs zu verfolgen, rettet Rachel letztlich.
- Band 3: Die Begegnung (The Encounter)

Weil Tobias das zweistündige Limit überschritten hatte, konnte er sich nicht mehr in seine Menschengestalt zurückverwandeln. Er muss nun sein Leben als Rotschwanzbussard verbringen und steht in geistiger Hinsicht vor dem Zwist zwischen menschlichem Empfinden und dem Dasein als Raubtier und droht an diesem Konflikt zu zerbrechen.
Daneben finden die Animorphs heraus, dass die Yirks zur Versorgung des Mutterschiffs, welches sich irgendwo im Orbit der Erde befindet, ein tarnbares Raumschiff benutzen, welches im Nationalpark frisches Wasser und klare Luft tankt, um damit das Schiff zu versorgen. Der Versuch, dies zu stoppen misslingt, aber Tobias entwickelt durch die Rettungsaktion neues Selbstbewusstsein und lernt, aus seiner Lage das Beste zu machen.
- Band 4: Die Botschaft (The Message)

Cassie hat in letzter Zeit unheimliche Träume: Sie träumt vom Meer und einer geheimnisvollen Stimme, die verzweifelt aus der Tiefe um Hilfe ruft. Die Animorphs müssen hinaus auf Meer gelangen, bevor es die Yirks tun. Doch Cassie kennt die geeigneten Tiere in die sie sich verwandeln können: Delfine.
Im Meer finden sie ein weiteres abgestürztes Andaliten-Raumschiff, welches Aximili-Esgarrouth-Isthill, den Bruder von Elfangor, beherbergt. Sie können Ax vor den Yirks retten und lassen ihn fortan an ihrer Seite kämpfen.
- Band 5: Der Raub (The Predator)

Marco hat Bedenken über den Kampf gegen die Invasion, denn er hat Angst zu sterben. Es nähert sich der 2. Jahrestag des Todes seiner Mutter, und Marco will seinen Vater nicht auch noch mit dem Tod seines Sohnes belasten.
Die Animorphs wollen unterdessen ein Raumschiff der Yirks stehlen, damit Ax in die Heimatwelt der Andaliten zurückkehren kann, um sein Volk auf die Erde zu rufen. Dies soll über einen mit einem speziell gebauten Z-Raum-Sender gesendeten Notruf geschehen, der von den Yirks durch die Entsendung einer so genennten Kampfdrohne beantwortet wird. Dieser Plan wird jedoch von den Yirks durchschaut, die die Animorphs am Landeplatz der Drohne in einen Hinterhalt locken, gefangen nehmen und zum in der Erdumlaufbahn stationierten Mutterschiff bringen. Marco sieht dort, dass seine Mutter nicht tot ist, sondern den Wirtskörper für Visser 1, den höchstrangigsten Yirk bildet. Aus dem Raumschiff entkommen die Animorphs anschließend, weil Visser 1 sie befreien lässt, um anschließend dem Rivalen Visser 3 Unfähigkeit vorwerfen zu können.
- Band 6: Die Beute (The Capture)

Die Animorphs entdecken über Jakes Bruder Tom, der als Controller befördert wurde, dass die Yirks ein Krankenhaus unterwandern, um dort Patienten im Rahmen einer Behandlung zu Controllern zu machen. Da in einigen Tagen der Gouverneur des Bundesstaates einen Aufenthalt in dieser Klinik plant, drängt die Zeit, den lokalen Yirkpool des Krankenhauses zu zerstören.
Jedoch passiert das Unfassbare: Jake wird durch einen Querschläger bewusstlos, sinkt in den Yirkpool und wird dort von einem Yirk befallen. Die Animorphs, vor allem Ax, bemerken diesen Umstand recht bald und müssen Jake nun drei Tage lang gefangen halten, sodass der Yirk schließlich stirbt und die Gruppe unentdeckt bleibt. Dies gelingt auch, und Jake erhält durch seine Einsichten in das Wesen der Yirks und das Dasein der Controller zusätzliche Motivation für den Kampf gegen die Invasion.
- Band 7: Der Fremde (The Stranger)

Die Animorphs begegnen bei einem weiteren Angriff auf den Yirkpool einem geheimnisvollen Wesen, das sich „Ellimist“ nennt. Der Ellimist kündigt an, dass der Kampf gegen die Yirks aussichtslos sei und bietet den Animorphs eine Fluchtmöglichkeit auf einen anderen Planeten an. Um seinem Angebot Nachdruck zu verleihen, lässt der Ellimist die Animorphs die Zukunft nach dem Sieg der Yirks erleben. Doch nachdem diese „Zukunft“ Ungereimtheiten zeigt, schöpfen die Animorphs Hoffnung, diese schreckliche Zukunft zu verhindern. Insbesondere stellt sich heraus, dass der Ellimist trotz der vorgeblichen Auswegslosigkeit der Lage und seiner Ankündigung, nicht in den Kampf eingreifen zu wollen, insgeheim dennoch versucht, den Animorphs zu helfen. Somit erringen die Animorphs durch die Zerstörung eines für die Yirks lebenswichtigen Kandronakristalls, der in einem Hochhaus installiert war, einen wichtigen Sieg. Pikanterweise haben sie das Versteck dieses Kristalls anhand der zuvor erfahrenen Zukunftsvision erfahren.
- Band 8: Der Alien (The Alien)

Durch Zufall entdeckt Ax, dass er durch die Manipulation der Software eines Radioteleskops mit seiner Heimatwelt kommunizieren kann. So kann er von seiner Situation berichten, erhält jedoch vom Obersten Rat die Mission, den Tod seines Bruders Elfangor zu rächen und Visser 3 zu töten. Unerwartete Hilfestellung erhält er von einem Controller, dessen Yirk über den Tod seiner von Visser 3 als „unwichtig“ erachteten Freundin ebenfalls einen derartigen Plan verfolgt. Zwar scheitert das mittels eines Klapperschlangen-Morphs durchgeführte Attentat, da der Yirk aus dem vergifteten Wirtskörper in einen Bach flüchtet und zudem die Leibwache des Vissers angreift. Da ihm die übrigen Animorphs jedoch beistehen und den Angriff abwehren, kann letztlich die trennende Kluft zwischen beiden Kulturen überwunden werden.
Im Laufe dieses Bandes wird insbesondere ein andalitisches Gesetz namens Seerows Güte thematisiert, welches die Weitergabe von Informationen und Technologie an andere Spezies verbietet. Zudem spielt die für Ax ungewohnte menschliche Zivilisation mit all ihren Errungenschaften wie Kino und Fastfood eine Rolle.
- Band 9: Das Geheimnis (The Secret)

Cassie ist entsetzt, dass die Yirks ein Waldgebiet abholzen wollen, um einen neuen Stützpunkt zu errichten. Das können die Animorphs nicht zulassen und sie spielt sogar die Ersatzmutter für kleine Stinktiere.

#### Bände 10–19
- Band 10: Der Android (The Android)

Marco und Jake verbringen als Hunde ihre Zeit auf einem Open-Air-Konzert. Marco erkennt zufällig seinen alten Schulkameraden Erek wieder, kann jedoch an diesem mit seiner Hundenase keinerlei Geruch wahrnehmen, wogegen diese Nase bei anderen Menschen sogar bestimmte Parfumsorten unterscheiden kann. Erek stellt sich in der Folge als Djee heraus, ein von einer hundeähnlichen ausgestorbenen Alienrasse, den Pemaliten, hergestellter Roboter. Da die Djees unverwundbar sind und unbegrenzt Widerstand gegen die Yirks leisten könnten, jedoch auf Pazifismus programmiert wurden, bittet Erek die Animorphs darum, den Yirks den pemalitischen Kristall zu stehlen, mit dem die Yirks den leistungsfähigsten Computer der Welt bauen wollen und mit dem Erek sich umprogrammieren könnte.
- Band 11: Das Unheimliche (The Forgotten)

Jake hat unheimliche Visionen, in denen er sich in einem dichten Dschungel befindet. Doch das hält ihn nicht davon ab, die Animorphs weiter zu führen. Es gelingt ihnen, eine abgestürzte modifizierte Kampfdrohne der Yirks zu stehlen, mit der sie in Washington DC die Invasion der Yirks aufdecken wollen, indem sie mit der Drohne im Garten des Weißen Hauses landen. Doch es kommt zum Kampf mit den Yirks, die Drohne stürzt in einem dichten Dschungel ab. Jakes Visionen scheinen wahr zu werden...
- Band 12: Der Schock (The Reaction)

Die Animorphs finden heraus, dass die Yirks an einem TV-Star interessiert sind. Sobald er ein Controller ist, kann er Leute über das Fernsehen für die Tarnorganisation der Yirks werben. Die Animorphs wollen dies verhindern, aber Rachel verliert unter spontanen Emotionen für diesen Star die Kontrolle über ihre Morphingkräfte...
- Band 13: Die Verwandlung (The Change)

Tobias hat es satt, als Raubvogel weiter zu leben und sehnt sich danach, wieder ein Mensch zu sein. Dabei muss er seinen Freunden helfen, geflohene Außerirdische vor den Yirks zu retten. Als Tobias in einer ausweglosen Situation vom Ellimisten gerettet wird und die Morphingkräfte zurückerhält, bekommt er die Möglichkeit, seinen sehnlichsten Wunsch zu erfüllen.
- Band 14: Das Ungewisse (The Unknown)

Die Yirks zeigen Interesses an der Zone 91 (wohl eine Anspielung auf die Area 51), einem geheimen Militärstützpunkt, auf dem angeblich ein abgestürztes UFO gelagert wird. Sie versuchen, mit Wildpferden als neue Wirtskörper auf das Gebiet zu gelangen, was die Animorphs natürlich verhindern müssen, schließlich bedeutet ein UFO-Wrack einen handfesten Beweis für die Existenz von Außerirdischen. Sie morphen also in Pferde, um den Yirks einen Strich durch die Rechnung zu machen.
- Band 15: Die Flucht (The Escape)

Marco kann immer noch nicht fassen, dass seine totgeglaubte Mutter der Wirt von Visser 1 ist. Den Kampf auf Leera, einem fernen, von froschähnlichen Wesen, den Leeranern bewohnten Ozeanplaneten, wollen die Yirks unterdessen mit Hammerhai-Controllern entscheiden und haben sich dazu eine Unterwasserstation aufgebaut. Selbstverständlich müssen die Animorphs etwas unternehmen. Doch dieser Plan stammt von Visser 1, der sich ebenfalls auf der Station aufhält.
- Band 16: Die Warnung (The Warning)

Jake surft im Internet herum und findet eine Homepage, die über die Yirks berichtet. Die Spur führt zum Software-Milliardär John Bob Fenestre (eine Anspielung auf Bill Gates), der in einer ca. 1,5 Flugstunden nördlich gelegenen Stadt (möglicherweise Seattle, Gates’ Wohnort) residiert. Fenestre ist ebenfalls Controller, jedoch des Kampfes überdrüssig und hat sich von den Yirks abgespalten. Abgeschnitten von der Yirkpool-Versorgung, hat sich Fenestre ein makabres Vorgehen ausgedacht, um zu überleben: Er verspeist Yirks...
- Band 17: Im Untergrund (The Underground)

Die Animorphs retten einem Mann, der aus dem Fenster eines Hochhauses gesprungen ist. Er wird in eine Nervenheilanstalt eingewiesen, weil er über einen Außerirdischen in seinem Kopf redet. Anscheinend kennt er einen Weg, wie man die Yirks verrückt machen kann: Er hat den Yirk in seinem Kopf mithilfe einer Müslimischung vergiftet. Mithilfe dieser Frühstücksflocken wollen die Animorphs nun den Yirkpool vergiften.
- Band 18: Die Entscheidung (The Decision)

Ax und die Animorphs wollen einen hochrangigen CIA-Beamten davor bewahren, ein Controller zu werden, wobei dieser durch einen Anfall ins Koma gerät. Als Mücken wollen sie in sein Krankenzimmer eindringen, doch auf einmal spielt die Morphingtechnologie verrückt: Im Z-Raum werden sie von einem andalitischen Schiff geborgen und müssen nun die Schlacht um den fernen Planeten Leera entscheiden.
- Band 19: Der Ausstieg (The Departure)

Cassie hat Bedenken an ihr Leben als Animorph. Sie will aus der Gruppe aussteigen und als normaler Mensch leben. Doch die Begegnung mit einem kleinen Mädchen, das ein Wirt eines Yirks ist, lässt Cassie am Sinn ihres Ausstieges zweifeln.

#### Bände 20–30
- Band 20: Die Entdeckung (The Discovery)

Die Bände 20-22 bilden eine Art Trilogie und stehen nicht wie alle anderen Bände für sich.
Die Animorphs begegnen einem Jungen namens David, der im Internet etwas ganz besonderes versteigern will: einen blauen Würfel, den er auf einer Baustelle gefunden hat. Doch mit diesem Würfel verlieh Elfangor einst den Animorphs ihre Morphfähigkeiten. Natürlich melden die Yirks sofort Interesse an: Es kommt zu einem Kampf, bei dem Davids Eltern gefangen genommen werden, nur David wird von den Animorphs gerettet. David wird trotz des Schocks, dass seine Eltern zu Controllern geworden sind, ein weiterer Animorph.
- Band 21: Die Drohung (The Threat)

Die Animorphs wollen mit Davids Hilfe verhindern, dass die Yirks führende Politiker der Industrienationen versklaven. Doch David sehnt sich nach einem geordneten Leben zurück und weigert sich, die von Jake angeführte Gruppe zu unterstützen. Stattdessen möchte er mit Visser 3 verhandeln, um die Animorphs gegen seine Eltern „einzutauschen“.
- Band 22: Die Lösung (The Solution)

David ist zu einer ernsten Gefahr für die Animorphs geworden und will seine Macht des Morphens dazu verwenden, die Animorphs zu beseitigen. Die Animorphs müssen ihn aufhalten, denn er giert auch noch nach der andalitischen Technologie.
Mithilfe eines Tricks besiegen die Animorphs schließlich David. Zu ihrer Sicherheit machen sie ihn zu einem Ratten-Nothlit und setzen ihn auf einer einsamen Insel aus. Bezüglich des Politikergipfels ergreifen die Animorphs vorher eine letzte Maßnahme: Sie verwüsten den Veranstaltungsort und führen das Treffen zu einem Abbruch.
- Band 23: Der Erbe (The Pretender)

Tobias bekommt die Nachricht, dass eine entfernte Verwandte, seine Cousine Aria, ihn bei sich aufnehmen will und das Testament seines verstorbenen Vaters für ihn vorlegt. Doch er und die Animorphs bleiben misstrauisch, denn es könnte eine Falle sein. Sie haben das Gefühl, dass Visser 3 dahintersteckt. Tobias wird bald mehr über sich selbst herausfinden.
- Band 24: Der Verdacht (The Suspicion)

Die Animorphs begegnen den außerirdischen Helmacronen, die zwar mikroskopisch klein, aber sehr gefährlich sind, weil sie ebenfalls die Galaxis erobern wollen. Anfangs belächelt, werden die Helmacronen bald zu einer ernstzunehmenden Gefahr, denn sie können jedes Lebewesen auf ihre Größe schrumpfen.
- Band 25: Das Extrem (The Extreme)

Die Animorphs müssen diesmal an den Polarkreis reisen, um die neue Zentrale der Yirks zu zerstören. Aber nicht nur die Kälte und die Stürme werden zu einer Gefahr, auch werden sie von einer neuen unheimlichen Art von Controllern verfolgt.
- Band 26: Die Attacke (The Attack)

Aus der Schulaula werden die Animorphs entführt – und zwar von Crayak, einem Gegenspieler des Ellimisten. Dieser beabsichtigt, mithilfe von emotionslosen Killermaschinen, den Heulern, die Galaxis zu erobern. Auf einem fernen Planeten müssen die Animorphs eine Spezies von Symbionten, die Iskoorter, vor den Heulern bewahren. Schließlich werden die Heuler besiegt, weil ihnen Jake die Vision eines Kusses übermittelt und ihnen Kenntnisse über Emotionen und Irrationalität gibt.
- Band 27: Die Enthüllung (The Exposed)

Das Tarnprogramm der Djees droht auszufallen und ihre Entdeckung wäre unvermeidbar. Die Animorphs müssen diesmal in der Tiefsee gelangen, um an Bord eines pemalitischen Raumschiffes zu gelangen und das Programm wiederherzustellen. Natürlich sehen auch die Yirks die Chance, ihre erbitterten Gegner auszuschalten.
- Band 28: Das Experiment (The Experiment)

Die Yirks haben sich in einem Ernährungslabor verschanzt: Sie planen, Rinder so zu modifizieren, dass schon der Konsum von Hamburgern ausreicht, um Menschen zu Controllern zu machen. Die Animorphs müssen Projekt Gehorsam sprengen und werden dabei mit allen Abartigkeiten eines Schlachthofs konfrontiert.
- Band 29: Der Parasit (The Sickness)

Während einer Schulparty erkrankt Ax schwer an „Yumphut“ und droht zu sterben, da seine Tria-Drüse zu platzen droht. Als ob das nicht das einzige Problem wäre, müssen die Animorphs auch noch einen rebellischen Yirk retten. Doch plötzlich erkranken auch die Animorphs und nur Cassie bleibt gesund. Sie muss nicht nur Ax retten, sondern auch den Yirk.
- Band 30: Die Rache (The Reunion)

Marco hofft immer noch, seine Mutter retten zu können. Doch die Animorphs stellen fest, dass Visser 1 von seinen Konkurrenten gejagt wird. Marco fühlt sich verpflichtet, diese Mission selbst zu meistern.

### Bisher nur in englischer Sprache erschienen
- Band 31: The Conspiracy
- Band 32: The Separation
- Band 33: The Illusion
- Band 34: The Prophecy
- Band 35: The Proposal
- Band 36: The Mutation
- Band 37: The Weakness
- Band 38: The Arrival
- Band 39: The Hidden
- Band 40: The Other
- Band 41: The Familiar
- Band 42: The Journey
- Band 43: The Test
- Band 44: The Unexpected
- Band 45: The Revelation
- Band 46: The Deception
- Band 47: The Resistance
- Band 48: The Return
- Band 49: The Diversion
- Band 50: The Ultimate
- Band 51: The Absolute
- Band 52: The Sacrifice
- Band 53: The Answer
- Band 54: The Beginning

### Sonderbände, ins Deutsche übersetzt

#### Megamorphs-Bände
Die Megamorphs-Bände sind länger als normale Bände und beschreiben Ereignisse, die außerhalb des kontinuierlichen Handlungsablaufes stehen. Auch werden sie – im Gegensatz zu den normalen Bänden – abwechselnd aus der Sicht aller Gruppenmitglieder erzählt.
- Megamorphs 1: Das Vermächtnis der Andaliten (Megamorphs #1 – The Andalite´s Gift)

In einer Ruhepause des Kampfes beschließen die Animorphs, endlich einmal wieder ein freies Wochenende zu verbringen. Marco und Jake besuchen eine Party, Rachel unternimmt einen Ausflug mit ihrer Gymnastikgruppe, und alle genießen ihre Freizeit. Doch Rachel erleidet einen Unfall: Zum Adler mutiert, fliegt sie im Wald gegen einen Baum und verliert ihr Bewusstsein und ihr Gedächtnis. Rachel muss sich wieder unter Kontrolle bekommen und zurückfinden. Darüber hinaus droht auch den anderen Animorphs Gefahr, denn die Yirks haben einen Veleek, ein Lebewesen vom Saturn, dazu abgerichtet, morphende Lebewesen zu fangen.
- Megamorphs 2: Zur Zeit der Dinosaurier (Megamorphs #2)

Die Animorphs wollen als Delfine die Mannschaft eines havarierten Atom-U-Boots retten. Doch auf einmal gibt es eine nukleare Explosion. Die Animorphs finden sich nach der Explosion in einem urzeitlichen Meer wieder und werden von einem Meeressaurier angegriffen, den sie noch bekämpfen und entkommen können. An Land müssen sie mit Erstaunen feststellen, dass sie sich in der Zeit der Dinosaurier befinden. Sie versuchen zu überleben und einen Weg nach Hause zu finden, aber sie bekommen es nicht nur mit blutrünstigen Raubsauriern zu tun, sondern auch mit zwei rivalisierenden auf der Erde gelandeten Alienrassen.
- Megamorphs 3: Elfangors Geheimnis (Megamorphs #3 – Elfangor´s Secret)

Die Animorphs verbringen einen scheinbar normalen Tag, doch die Zeiten sind anders: Sie leben in einem tyrannischen Imperium, es gibt Geheimpolizei, Sklaverei und Staatsterror. Durch das plötzliche Erscheinen des Droiden klärt sich folgende Situation auf: Visser 4 hat Prinz Elfangors Zeitmatrix gestohlen und versucht nun, die Weltgeschichte zu Gunsten der Yirks zu verändern. Der Droide macht den Animorphs im Namen von Crayak ein Angebot: Sie können Visser 4 durch alle Zeiten verfolgen, um ihn zu stoppen, allerdings verlangt Crayak dafür einen der Animorphs als Opfer.
Im Laufe der Handlung nehmen die Animorphs an zahlreichen blutigen Schlachten teil, zunächst ist dies die Schlacht von Azincourt und anschließend die Schlacht von Trafalgar. Bei der Überquerung des Delaware machen die Animorphs auch Bekanntschaft mit George Washington, der hier allerdings am Delaware fällt und dessen Tod die Amerikanische Revolution beendet. Auf diese Weise wird die Gründung der USA verhindert und das britische Empire zu einer weltweiten Macht. Daher erleben die Animorphs anschließend eine alternative Version der Invasion in der Normandie, in der das britische Empire gegen eine deutsch-französische Allianz kämpft und Adolf Hitler nur als Chauffeur tätig ist.
Erst am Ende klärt sich die Situation: Die Animorphs verhindern im San Francisco des Jahres 1968 die Geburt des Wirtes für Visser 4 und machen dadurch alle von ihm hervorgerufenen Änderungen rückgängig.

#### Alternamorphs
- Alternamorphs 1: Der Alptraum Beginnt (The First Journey)

Die Animorphs brauchen ein weiteres Mitglied, um gegen die Yirks zu kämpfen, und das ist der Leser selbst.
Im Multiple-Choice-Prinzip muss der Leser seine Aktionen wählen und zur entsprechenden Seite weiter blättern. Jeder Schritt kann zu einem guten Ende, zum Tod oder zum Überschreiten des Zweistundenlimits führen.

### Sonderbände, bisher nur in Englisch verfügbar

#### MegamorphsundAlternamorphs
- Megamorphs 4 (Megamorphs #4: Back To Before)

Der vierte Band wurde nie ins Deutsche übersetzt, stellt aber erneut eine Alternativweltgeschichte dar. Diesmal gibt der Drode den Animorphs die Möglichkeit, „probeweise“ ein Leben ohne die Begegnung mit Prinz Elfangor und den Kampf gegen die Yirks zu erleben.
- Alternamorphs 2: The Next Passage.

#### Chronicles
Die Chronicles-Bände erläutern die persönlichen Hintergründe sämtlicher Alien-Hauptfiguren und können parallel zur eigentlichen Serie gelesen werden. Erschienen sind folgende Bände:
- Visser
- The Andalite Chronicles
- The Hork Bajir Chronicles
- The Ellimist Chronicles.

#### Sonstiges
- Meet the Stars of ANIMORPHS

Dieses Buch beschäftigt sich mit den Darstellern der sehr populären Animorphs-Fernsehserie.

## Umsetzungen der Serie in andere Medien

### Fernsehserie
Die Buchreihe diente als Vorlage für eine gleichnamige Fernsehserie Animorphs, die in den USA ein Hit war. Diese Serie wurde bisher noch nicht im deutschen Fernsehen ausgestrahlt. Problematisch hierbei ist die Tatsache, dass es sich beim Zielpublikum um jüngere Jugendliche handelt, der Anteil an Gewaltdarstellungen in der Serie jedoch enorm ist. Auch wird das Morphen in der Serie selten gezeigt und ist bei weitem kinderfreundlicher als die Buchvorlage. Visser drei und Ax treten meistens in ihrer menschlichen Gestalt auf, da sie als Andaliten so schwer zu animieren waren. Kritisiert wurde besonders die Plattheit der handelnden Charaktere: unternehmen die Animorphs in den Büchern große Anstrengungen und Umwege, um nicht aufzufallen und immer nur als Tiere getarnt aufzutreten, so gleichen die Figuren in der Fernsehserie von der Handlung sehr dem Erfolgsrezept einer Power-Ranger-Show. Auch die unterschwellige Paranoia wurde nicht wirklich festgehalten. Ähnlich der Scooby-Gang aus Buffy haben die Animorphs einen Haupt-Treffpunkt, wo sie ihre Missionsziele besprechen – eine öffentliche Spielhalle.

### Hörspiele
Der Ravensburger Verlag, welcher die Bücher ins Deutsche übersetzen ließ und veröffentlichte, nahm ebenso die ersten zwölf Bände der Serie als Hörspiele auf, von denen aber nur die ersten 10 auf MC und CD veröffentlicht wurden. Weitere Aufnahmen wurden nicht gemacht und sind auch nicht geplant.
Als Sprecher waren zu hören: Jan-David Rönfeldt (Jake), Jannik Endemann (Tobias), Eva Michaelis (Rachel), Anja-Maria Mahler (Cassie), Tim Knauer (Marco), Christian Stark (Ax) und Gerd Marcel (Visser Drei).

### PC- und Videospiele
Um dem wachsenden Erfolg der Serie in geschriebener und gefilmter Form gerecht zu werden, erschienen im Jahre 2000 Videospielumsetzungen der Serie. Für den PC erschien Animorphs: Know The Secret, ein kindgerecht präsentiertes Action-Adventure. Bei dem PlayStation-Spiel Animorphs: Shattered Reality handelte es sich dagegen um ein Jump ’n’ Run. Des Weiteren erschien ein dem bekannten Pokémon sehr ähnliches Spiel für den Game Boy Color.

### Spielwaren
Die amerikanische Spielwarenfirma Hasbro ließ Transformers-ähnliche Actionfiguren der Animorphs herstellen. Weiter existierte ein komplexes von Milton Bradley entworfenes Brettspiel.